# Lost Tapes, Teil 2
Lost Tapes, Teil 2 ist die dritte EP der deutschen Popsängerin und Rapperin Céline, die im Januar 2025 erschien.

## Entstehung und Artwork
Alle Lieder dieser EP wurden von der Interpretin selbst, zusammen mit Jan Platt (Lazlo), geschrieben. Bei fünf Liedern erhielten die beiden Unterstützung durch das Produzentenquartett Beatgees (bestehend aus Philip Böllhoff, Hannes Büscher, Sipho Sililo und David Vogt). Die zweitmeisten Autorenbeteiligungen stammen von Robin Haefs, der als Koautor bei drei Liedern fungierte. Die beiden Autoren Sinan Baser und Maik Unruh waren je am Schreibprozess zweier Titel beteiligt. Darüber hinaus wirkten zehn weitere Musiker als vereinzelte Koautoren mit, darunter namhafte Musiker wie Jennifer Allendörfer (Suena), Joshua Allery (Miksu), Laurin Auth (Macloud), Luis-Florentino Cruz (Lucry), Konstantin Scherer (Djorkaeff), Vincent Stein (Beatzarre) oder auch Marcel Uhde (Juh-Dee). Die Beatgees zeichneten zudem für den größten Teil der Produktion verantwortlich, in dem sie ihre fünf Autorenbeteiligungen zugleich produzierten und zusätzlich bei einem Titel als Produktionsteam agierte. Die meisten Autoren waren auch an der Produktion der entsprechenden Titel beteiligt. Der einzige, der neben den Beatgees an mehr als einer Produktion beteiligt war, ist Djorkaeff.
Céline arbeitete bereits in der Vergangenheit mehrfach mit den Beatgees und Lazlo zusammen, so unter anderem auf der vorangegangenen EP Lost Tapes, Teil 1 (Oktober 2024), oder auch Célines erster EP Instinkt (Oktober 2020), wo sie beide Male für große Teile der Produktion zuständig waren. Einige Autoren und Produzenten waren bereits an der Produktion zu Lost Tapes, Teil 1 beteiligt; Haefs schrieb zuvor schon einige Singles für die Interpretin, so unter anderem die Charthits Mom&Dad (Januar 2021), 3 Sekunden (April 2023) oder auch Komm in meine Arme (September 2023).
Auf dem schwarz-weißen Frontcover der EP ist – neben dem Albumtitel – Céline zu sehen. Sie sitzt rauchend auf einer Couch, auf der zudem eine Packung mit Papiertüchern steht. Auf dem Boden vor ihr befinden sich zusammengeknüllte Papiertücher.

## Veröffentlichung und Promotion
Die Erstveröffentlichung von Lost Tapes, Teil 2 erfolgte am 10. Januar 2025 bei den Musiklabels A Million, BTGS und Groove Attack. Das Album erschien dabei zum Download und Streaming mit neun Titeln. Verlegt wurden die Lieder von zehn verschiedenen Musikverlagen, darunter Budde Music Publishing (4 Titel), oder auch Edition Beatzarre Djorkaeff und Fisherman Songs (je 3 Titel).
Céline selbst bewarb die Veröffentlichung von Lost Tapes, Teil 2 lediglich am Tag des Erscheinens über die sozialen Medien.

## Hintergrund
Bei Lost Tapes, Teil 2 handelt es sich um einen weiteren Auszug aus Célines kommenden Debütalbum, das den gleichen Namen tragen soll. Sie selbst richtete sich über die sozialen Medien mit folgenden Worten an ihre Fans:

„Ich kann euch endlich mitteilen, dass mein erstes Album Lost Tapes rauskommt! Über die letzten vier Jahre habe ich viele Songs liegen gelassen und aus den Augen verloren. Musik war für mich wie schon immer eine Art Therapie, und ich hoffe, dass ich euch damit etwas geben kann. Vielleicht habt ihr nicht viel von mir gehört, aber ich spreche lieber durch meine Musik.“

## Inhalt
Alle Liedtexte der EP sind in deutscher Sprache verfasst und stammen von Céline selbst und Lazlo sowie große Teile von den Beatgees oder auch Robin Haefs. Des Weiteren wirken zwölf Autoren mit, die zwei oder vereinzelt Titel komponierten und texteten. Musikalisch bewegen sich die Lieder überwiegend im Bereich des Hip-Hops und der Popmusik.
Inhaltlich befasst sich Céline auf dem Album mit Alkohol und Jugenderinnerungen (104), toxischen Beziehungen (Weiße Lilien) oder auch Traurigkeit (Schwarze Wolke).
| # | Titel                  | Autor(en) | Produzent(en)                                                                 | Länge |
| - | ---------------------- | --- | ----------------------------------------------------------------------------- | ----- |
| 1 | 104                    | Jennifer Allendörfer, Luis-Florentino Cruz, Céline Dorka, Jan Platt                                                      | Jennifer Allendörfer, Luis-Florentino Cruz                                    | 2:15  |
| 2 | Fallen                 | Sinan Baser, Philip Böllhoff, Céline Dorka, Hannes Büscher, Robin Haefs, Jan Platt, Sipho Sililo, Maik Unruh, David Vogt | Philip Böllhoff, Hannes Büscher, Sipho Sililo, David Vogt                     | 2:19  |
| 3 | Schwarze Wolke         | Celine Dorka, Samuele Frijo, Melvin Schmitz, Marcel Uhde, Jan Platt                                                      | Samuele Frijo, Melvin Schmitz, Marcel Uhde                                    | 2:57  |
| 4 | Schau mich nicht so an | Celine Dorka, Philip Böllhoff, Hannes Büscher, Jan Platt, Sipho Sililo, David Vogt                                       | Philip Böllhoff, Hannes Büscher, Sipho Sililo, David Vogt                     | 1:57  |
| 5 | Gut genug              | Céline Dorka, Robin Haefs, Jan Platt, Konstantin Scherer, Vincent Stein                                                  | Philip Böllhoff, Hannes Büscher, Konstantin Scherer, Sipho Sililo, David Vogt | 2:18  |
| 6 | Butterflies            | Sinan Baser, Céline Dorka, Philip Böllhoff, Hannes Büscher, Robin Haefs, Jan Platt, Sipho Sililo, David Vogt, Maik Unruh | Philip Böllhoff, Hannes Büscher, Konstantin Scherer, Sipho Sililo, David Vogt | 2:41  |
| 7 | Weiße Lilien           | Céline Dorka, Philip Böllhoff, Hannes Büscher, Jan Platt, Sipho Sililo, Yanek Stärk, David Vogt                          | Philip Böllhoff, Hannes Büscher, Sipho Sililo, David Vogt                     | 3:32  |
| 8 | Party allein           | Joshua Allery, Laurin Auth, Céline Dorka, Jan Platt                                                                      | Joshua Allery, Laurin Auth                                                    | 2:05  |
| 9 | Hawaii                 | Philip Böllhoff, Hannes Büscher, Céline Dorka, Jan Platt, Sipho Sililo, David Vogt                                       | Philip Böllhoff, Hannes Büscher, Sipho Sililo, David Vogt                     | 0:50  |

## Singleauskopplungen
Aus der EP wurden zwei Singles veröffentlicht.
Schwarze Wolke
Zunächst erschien mit Schwarze Wolke die erste Auskopplung als digitaler Einzeltrack zum Download und Streaming am 8. November 2024. Begleitet wurde die Veröffentlichung von einem Musikvideo, dass unter der Regie von Hely Doan entstand. Dieses zeigt lediglich Céline, über die ein Schauer hereinbricht.
Weiße Lilien
Als zweite Single wurde, ebenfalls als digitaler Einzeltrack zum Download und Streaming, Weiße Lilien am 29. November 2024 veröffentlicht, dessen Veröffentlichung auch von einem Musikvideo Doans begleitet wurde. In diesem ist Céline zu sehen, die sich überwiegend in einem Hotelraum aufhält, der mit Geschenken gefüllt ist. In einigen Szenen sitzt die Interpretin an einem Tisch, auf dem vor ihr die besungenen weißen Lilien platziert wurden.

## Mitwirkende
Albumproduktion
- Jennifer Allendörfer (Suena): Komposition (Lied 1), Liedtext (Lied 1), Musikproduktion (Lied 1)
- Joshua Allery (Miksu): Komposition (Lied 8), Liedtext (Lied 8), Musikproduktion (Lied 8)
- Laurin Auth (Macloud): Komposition (Lied 8), Liedtext (Lied 8), Musikproduktion (Lied 8)
- Sinan Baser: Komposition (Lieder: 2, 6), Liedtext (Lieder: 2, 6)
- Philip Böllhoff: Komposition (Lieder: 2, 4, 6–7, 9), Liedtext (Lieder: 2, 4, 6–7, 9), Musikproduktion (Lieder: 2, 4–7, 9)
- Hannes Büscher: Komposition (Lieder: 2, 4, 6–7, 9), Liedtext (Lieder: 2, 4, 6–7, 9), Musikproduktion (Lieder: 2, 4–7, 9)
- Luis-Florentino Cruz (Lucry): Komposition (Lied 1), Liedtext (Lied 1), Musikproduktion (Lied 1)
- Céline Dorka: Gesang (Lieder: 1–9), Komposition (Lieder: 1–9), Liedtext (Lieder: 1–9)
- Samuele Frijo: Komposition (Lied 3), Liedtext (Lied 3), Musikproduktion (Lied 3)
- Robin Haefs: Komposition (Lieder: 2, 5–6), Liedtext (Lieder: 2, 5–6)
- Jan Platt (Lazlo): Komposition (Lieder: 1–9), Liedtext (Lieder: 1–9)
- Konstantin Scherer (Djorkaeff): Komposition (Lied 5), Liedtext (Lied 5), Musikproduktion (Lieder: 5–6)
- Melvin Schmitz (Young Mesh): Komposition (Lied 3), Liedtext (Lied 3), Musikproduktion (Lied 3)
- Sipho Sililo: Komposition (Lieder: 2, 4, 6–7, 9), Liedtext (Lieder: 2, 4, 6–7, 9), Musikproduktion (Lieder: 2, 4–7, 9)
- Yanek Stärk (Kenay): Komposition (Lied 7), Liedtext (Lied 7)
- Vincent Stein (Beatzarre): Komposition (Lied 5), Liedtext (Lied 5), Musikproduktion (Lied 5)
- Marcel Uhde (Juh-Dee): Komposition (Lied 3), Liedtext (Lied 3), Musikproduktion (Lied 3)
- Maik Unruh: Komposition (Lieder: 2, 6), Liedtext (Lieder: 2, 6)
- David Vogt: Komposition (Lieder: 2, 4, 6–7, 9), Liedtext (Lieder: 2, 4, 6–7, 9), Musikproduktion (Lieder: 2, 4–7, 9)

Unternehmen
- A Million: Musiklabel (Lieder: 1–9)
- BTGS: Musiklabel (Lieder: 1–9)
- Budde Music Publishing: Verlag (Lieder: 2, 5–7)
- Edition Beatzarre Djorkaeff: Verlag (Lieder: 2, 5–6)
- Edition Plugs: Verlag (Lied 3)
- Edition Tricot: Verlag (Lied 7)
- Electric Feel Publishing: Verlag (Lied 1)
- Fisherman Songs: Verlag (Lieder: 2, 5–6)
- Groove Attack: Musiklabel (Lieder: 1–9)
- Hanseatic Musikverlag: Verlag (Lied 8)
- Konstantin Scherer Musikverlag: Verlag (Lied 5)
- Nasue: Verlag (Lied 1)
- Universal Music Publishing: Verlag (Lied 1)

## Rezensionen
Yannik Gölz von laut.de vergab zwei von fünf Sternen für Lost Tapes, Teil 2 und beschrieb das Projekt auf jeder erdenklichen Ebene „okay“. Es sei stilsicher, handwerklich makellos und nach allen Regeln des Handbuchs „catchy“. Trotzdem falle auch ihr Material einheitlich in den Deutschland beherrschenden „Break-Up-Schmonzetten-Trot“ ein: „Sie kann dem Boy nicht vergeben. Ups, sie hat ihm schon wieder vergeben. Wie konnte das nur passieren?“ Eingereiht in absolut einheitliche „Preset-Produktion“ verkomme sie trotz solider Stimme und gutem Gefühl für Pop doch nur zur nächsten „toxische-Beziehungen-Klonkriegerin“. Das Intro 104 sei eine Hymne auf ihre Heimatstadt, wobei nicht ersichtlich werde ob es um ihre neue Heimat Berlin (104XX), oder ihre alte Heimat Paderborn (33104), gehe. Ersichtlich werde nur, da wo sie herkommt, habe es a) Leute und b) Alkohol gegeben. Untypischerweiße gebe es mit Schau mich nicht so an einen Titel über eine gut laufende Beziehung, wo der Partner ihr bescheinige, sie sei so schön, sie brauche gar kein Make-Up. Den Rest der Zeit geht es um toxische Beziehungen, die immer wieder in ihrem Leben auftauchen wie der „Marlboro Man“. Die melodischen Adlibs an den Zeilenenden von Fallen würden ein ganz klein wenig an Roddy Ricchs The Box erinnern. Außerdem wirke Schwarze Wolke klar wie der prädestinierte Hit. Auch deswegen, weil in den Beschreibungen von Abgrenzung und Traurigkeit, die Céline durch so viele Lebenslagen verfolge, das vermutlich Plastischste und am klarsten Beobachtete liege. Sie könne offensichtlich Melodie, die richtigen Knöpfe drücken: Es bräuchte mehr Titel wie den hier oder Mom & Dad, um die Form wirklich mit Charakter zu füllen. Letztendlich sei Lost Tapes 2 mehr oder weniger das, was man erwarten würde. Die Sängerin sei der nächste Rapstar des Streaming-Zeitalters, über den es quasi nichts zu sagen gebe. Sie habe alles Talent der Welt und doch quasi keinen „Star-Appeal“.